# Rheedia madagascariensis
Rheedia madagascariensis là một loài thực vật có hoa trong họ Bứa. Loài này được (Planch. & Triana) H. Perrier miêu tả khoa học đầu tiên năm 1948.